# Чернышов, Алексей Фёдорович
Алексе́й Фёдорович Чернышо́в (10 марта 1922, Лушниковка, Воронежская губерния — 11 февраля 1995, Саранск) — лётчик-штурмовик, участник Великой Отечественной войны, командир эскадрильи 569-го штурмового авиационного полка 199-й штурмовой авиационной дивизии 4-го штурмового авиационного корпуса 4-й воздушной армии. Герой Советского Союза.

## Биография
Чернышов Алексей Фёдорович (в архивных документах встречается как Чернышев) родился 10 марта 1922 года в посёлке Лушниковка (ныне — в составе городского поселения Бобров, Воронежская область) в семье крестьянина. Окончил 7 классов. Семья переехала в Челябинскую область. Работал электромонтёром на Магнитогорском металлургическом заводе. Летал в Магнитогорском аэроклубе, который окончил в 1939 году. В марте 1940 года поступил на учёбу в Чкаловскую военную авиационную школу лётчиков, которую окончил в феврале 1943 году. Член ВЛКСМ с 1939 года, член ВКП(б) с 1944 года.

### Во время войны
По окончании Чкаловской военной авиационной школы лётчиков был направлен на Брянский  фронт на должность лётчика в 569-й штурмовой авиационный полк, в полку переучился на новый самолёт-штурмовик Ил-2. Свой первый боевой вылет выполнил 6 августа 1943 года с боевой задачей по содействию наземным войскам в уничтожении Орловского плацдарма. Уже 10 августа в воздушном бою получил первое ранение, осколками были иссечены лицо и плечо. За войну прошел путь от лётчика до командира эскадрильи.
К марту 1945 года командир эскадрильи 569-го штурмового авиационного полка (199-я штурмовая авиационная дивизия, 4-й штурмовой авиационный корпус) старший лейтенант А. Ф. Чернышов совершил 92 боевых вылета на разведку и штурмовку оборонительных сооружений и войск противника. В воздушных боях лично сбил 1 и 4 самолёта в группе.
18 августа 1945 года за мужество и воинскую доблесть, проявленные в боях с врагами, Указом Президиума Верховного Совета СССР удостоен звания Героя Советского Союза.

### Участие в операциях и сражениях
Чернышов А. Ф. в составе своего 569-го штурмового авиационного полка воевал на Брянском, 2-м Прибалтийском, 1-м Белорусском и 2-м Белорусском фронтах, принимал участие в операциях и сражениях Великой Отечественной войны:
- Белорусская операция «Багратион» с 23 июня 1944 года по 29 августа 1944 года;
- Белградская операция с 28 сентября 1944 года по 20 октября 1944 года;
- Восточно-Прусская операция с 13 января 1945 года по 25 апреля 1945 года;
- Восточно-Померанская операция — с 10 февраля 1945 года по 4 апреля 1945 года;
- Берлинская операция с 16 апреля 1945 года по 8 мая 1945 года.

### После войны
После войны продолжал службу в ВВС. С 1961 года майор А. Ф. Чернышов — в запасе. Жил в городе Саранск Мордовской АССР. Работал заместителем командира эскадрильи Центральной объединённой лётно-технической школы ДОСААФ (Саранский аэроклуб ДОССАФ). За время работы в клубе выполнил 587 прыжков с парашютом. Обучил первоначальной летной подготовке 8 выпусков лётчиков. Среди его выпускников есть мировые рекордсмены по высшему пилотажу и Герои Советского Союза, получившие столь высокое звание в послевоенный период. После ухода с летной работы продолжал работу авиационным диспетчером аэроклуба ДОСААФ.
Умер 11 февраля 1995 года. Похоронен в городе Саранске.

## Награды
- Медаль «Золотая Звезда» Героя Советского Союза (№ 8025, 18.08.1945)[2];
- орден Ленина (18.08.1945)[2];
- орден Красного Знамени (25.10.1943)[1];
- орден Красного Знамени (04.07.1944)[3];
- орден Александра Невского (18.04.1945)[4];
- орден Отечественной войны 1 степени (04.04.1944)[5].
- орден Красной Звезды (30.12.1956)[6]

## Память
- В городе Острогожск Воронежской области его именем была названа пионерская дружина школы № 8.
- В 2005 году на здании школы № 8 в городе Острогожск Воронежской области установлены мемориальная доска на здании школы и бюст Героя.